# Tradera
Tradera är en marknadsplats för cirkulär konsumtion med säte i Stockholm som drivs av Tradera Marketplace AB. Med omkring 3,6 miljoner medlemmar, 6 miljoner besök per vecka och med omkring 3 miljoner dagligen aktiva auktioner, är Tradera nordens största cirkulära marknadsplats (2024). Tradera grundades 1999 av Kaplans Auktioner, men köptes upp av den internationella E-handelskoncernen Ebay 2006, som sedan innan även ägde betalbolaget Paypal. Under 2015 delades Ebay och Paypal upp i två fristående bolag, och Tradera blev då en del av Paypal. Sedan december 2021 är Tradera återigen ett fristående bolag och inte längre en del av Paypal.  
Tradera är en auktionssajt och marknadsplats för användare att köpa och sälja begagnade produkter genom. Detta görs genom såväl auktioner som till fast pris, där både privata och kommersiella aktörer säljer produkter. Cirka 80% av all försäljning är C2C och resterande 20% är B2C. Tradera välkomnar användare och handel från hela världen, även om den största delen av försäljningen sker inom EU och Sverige. 

## Historia
Tradera grundades 1999 med Daniel Kaplan som vd. Tanken var att skapa en verksamhet för att krympa avstånden mellan samlare i Europa som ville handla med exklusiva smycken och juveler. Från början var det tänkt som ett mindre projekt men investerare blev intresserade och satsade pengar i företaget. Planerna expanderades och Tradera såg möjlighet till expansion i fler europeiska länder, bland annat Tyskland. Men efter ett år i ett tjusigt kontor med bollhav vid Norrmalmstorg i Stockholm tog pengarna slut. 
År 2000 sprack IT-bubblan och Tradera som valde ny inriktning passade då på att köpa upp två andra aktörer på marknaden för att starta om från grunden, Bid2day och Mr Bid. Jonas Nordlander blev ny vd med Mattias Danielsson, Daniel Larsson och Tobias Adolfson i ledningen och Tradera undvek konkurs. Under en kort period var även Spotify-grundaren Daniel Ek teknikchef för sajten.
Efter IT-kraschen och de nya förvärven flyttade Tradera till en källarlokal på Gävlegatan som renoverades. Bollhavet från Norrmalmstorg såldes på den egna handelsplatsen och gick för runt 10 000 kr. 
Efter omgrupperingen i källarlokalen reste en liten grupp runt i Sverige och träffade människor inom samlarkretsar. Innan Traderas genombrott träffades samlare möjligtvis en eller två gånger om året i samband med en mässa och liknande forum. Efterfrågan för att handla och byta året runt var stor. Genom att få med sig samlarna kom Tradera igång ordentligt. 
Under 2003 började verksamheten ta fart och i början av 2004 hade Tradera cirka 400 000 medlemmar. I april 2006 köpte Ebay Tradera för 365 miljoner kronor. Under 2015 delades Ebay och Paypal upp i två fristående bolag, och Tradera blev då en del av PayPal. Från och med PayPals försäljning av Tradera 2021 är Tradera återigen ett svenskt bolag.

## Försäljning
På Tradera listas föremål av både privat- och företagssäljare, inom kategorier som exempelvis samlarobjekt, kläder, musik, elektronik samt antikt och design. Från att tidigare ha fokuserat helt på privata säljare har tjänsten numera ett bredare innehåll som bland annat inkluderar samarbeten med externa varumärken, företag och organisationer för att ytterligare accelerera hållbar konsumtion. 
Både svenska och internationella besökare kan använda tjänsten men vilka köpare som tillåts anges när annonsen läggs upp.
För att inledningsvis ha varit en renodlad auktionssajt har tjänsten under de senaste åren även erbjudit försäljning till fast pris. Tradera har genomfört uppmärksammade samarbetskampanjer med andra organisationer, exempelvis den uppmärksammade försäljningen av originalfotografier av Army of Lovers 2011, Sara Danius privata garderob (2021) och försäljningen av en Ferrari i förmån för Cancerfonden 2021. År 2021 startade Tradera "Donera med Tradera", där säljare kan skänka sina intäkter till någon av de 140 anslutna insamlingarna. Sedan 2017 har Traderas användare tillsammans skänkt mer än 53 miljoner kronor till välgörenhet. Andra exempel på välgörenhetsorganisationer Tradera samarbetat med är Röda Korset, Wateraid, Musikhjälpen och Cancerfonden. 
Kontakten mellan köpare och säljare sker främst via Traderas meddelandetjänst och e-post och på den svenska marknaden sker merparten av försäljningen på distans, där varor företrädesvis skickas med frakt: PostNord, DB Schenker, DHL och Bussgods, även om avhämtning hos säljaren och alternativa fraktsätt förekommer. De flesta fraktleverantörer är helt integrerade på Tradera och all frakt klimatkompenseras. Även betalningar är integrerat och det går att betala med sitt Tradera-saldo, Klarna, Swish, Visa, Mastercard, Apple- och Google Pay, vilket gör användandet av marknadsplatsen lik en traditionell e-handel.

## Säkerhet
Internethandeln mellan konsumenter har uppmärksammats massmedialt för problem med säkerheten, framförallt situationer där köpare inte har fått de varor som de har betalat för. I ett försök att höja säkerheten används ett system där köpare och säljare betygsätter varandra på en skala mellan ett och fem inom olika kategorier i samband med köp. Då finns även möjlighet att lämna personliga kommentarer om affären. Tradera rekommenderar att köpare kontrollerar säljarens tidigare omdömen innan köp. År 2016 införde Tradera möjligheten att utföra identitetskontroll med Bank-id för att förvissa sig om att kontot används av personen som registrerat det.
Ett vanligt sätt att som köpare ytterligare höja säkerheten är att använda betalningstjänster med inkluderade garantier. Tradera har ett köparskydd som tidigare var helt frivilligt, men i början av januari 2025 blev obligatoriskt vid handel via auktioner och säljannonser på Tradera. Köparskyddet ska hjälpa köpare att få tillbaka pengarna om säljaren inte fullföljer affären eller om varan inte stämmer överens med beskrivningen. Det obligatoriska köparskyddet ledde till omfattande protester från Traderas kunder i inledningen av 2025. Tradera beklagade missnöjet och menade att det var för kundernas säkerhet och att flera av konkurrerande bolag använder sig av liknande konsumentskydd. Tradera ansåg att de behöver ta betalt för köparskyddet eftersom de inte är återförsäkrade och inte har något stort försäkringsbolag i ryggen, utan hanterar köparskydd själva. Efter responsen från allmänheten justerade Tradera sina regler för köparskydd. Från och med 9 april 2025 blev köparskyddet valfritt för ordrar under 200 kronor exklusive frakt, vid köp från företagssäljare och vid avhämtningsköp.
Tradera erbjuder även tjänsten Tradera Authenticated, där lyxartiklar granskas av ett säkerhetsteam och verifieras som äkta innan försäljning.